# Gaoping, Jincheng
Gaoping, tidigare romaniserat Kaoping, är en stad på häradsnivå som lyder under Jinchengs stad på prefekturnivå i Shanxi-provinsen i norra Kina.
Under tiden för De stridande staterna benämndes  stadens närområde Changping (长平). År 260 f.Kr. var platsen slagfält för ett av världshistoriens blodigaste slag, känt som Slaget vid Changping. Striderna stod mellan feodalstaterna Qin och Zhao, och  400 000 soldater eller fler från Zhao dödades.